# Obszary chronione w Rumunii
Rumunia jest jednym z najbardziej zróżnicowanych biogeograficznie krajów Europy, posiadającym jedne z najlepiej zachowanych obszarów naturalnych kontynentu. 
Najstarszy dokument dotyczący ochrony przyrody w Rumunii pochodzi z 1467 roku. Nowoczesny ruch ochrony przyrody narodził się na początku XX wieku i w 1904 roku objęto ochroną pierwszy obszar w kraju, bór Slătioara na terenie ówczesnej Bukowiny. Dzięki staraniom przyrodników, w tym znanego zoologa i speleologa Emila Racovițy, w 1930 roku powstało pierwsze prawo o ochronie przyrody. W 1935 roku powołano Park Narodowy Retezat, drugi w całym łuku Karpat po Pienińskim Parku Narodowym. Do wprowadzenia dyktatury w 1938 roku w ramach istniejącego prawa powołano 30 rezerwatów przyrody. Po II wojnie światowej kilkukrotnie reformowano ustawy, a aktualna pochodzi z 1995 roku. W 2000 roku pierwsze parki narodowe uzyskały własną administrację, dotąd bowiem podlegały zarządowi funduszu leśnego.
Prawodawstwo rumuńskie wyróżnia trzy kategorie obszarów ochronnych: obszary o znaczeniu międzynarodowym, narodowym i wspólnotowym. Do obszarów o znaczeniu narodowym zalicza się: naukowe rezerwaty przyrody, rezerwaty przyrody, pomniki przyrody, parki natury i parki narodowe. Łącznie chronią one 7% powierzchni Rumunii. Do kategorii międzynarodowej zaliczają się: rezerwaty biosfery (3), obszary wodno-błotne o znaczeniu międzynarodowym konwencji Ramsar (5), obszary światowego dziedzictwa przyrodniczego (1), geoparki (2). Obszarami o znaczeniu wspólnotowym są tereny Natura 2000, które obejmują 23% powierzchni kraju.

## Parki narodowe
Rumunia należy do pierwszych krajów europejskich jakie wprowadziły parki narodowe (rum. parcuri naţionale). Najstarszy Park Narodowy Retezat powołano w 1935 roku, po ośmiu latach starań. Obecnie istnieje 13 parków narodowych, z czego tylko jeden znajduje się poza Karpatami. Podobny status ochronny posiada Rezerwat Biosfery Delta Dunaju i stąd jest często zaliczana jako 14 park, i taki ma status według klasyfikacji Międzynarodowej Unii Ochrony Przyrody.

## Parki natury
Parki natury (rum. parcuri naturale) są odpowiednikiem polskich parków krajobrazowych i tak jak one mają V kategorię „chronionego krajobrazu” w standardzie Międzynarodowej Unii Ochrony Przyrody. Jest ich łącznie 16 i znajdują się we wszystkich regionach państwa. 